# Suore vittime espiatrici di Gesù Sacramentato
Le suore vittime espiatrici di Gesù Sacramentato sono un istituto religioso femminile di diritto pontificio: le suore di questa congregazione pospongono al loro nome la sigla S.V.E.G.S.

## Storia

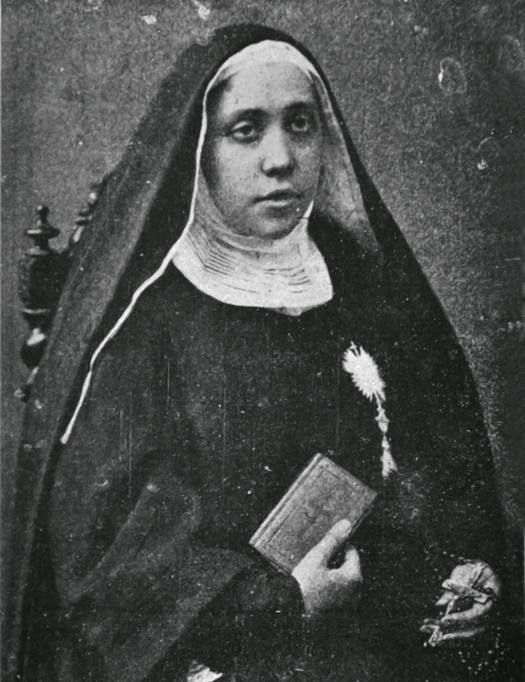
Maria Cristina Brando, fondatrice della congregazione

La congregazione venne fondata a Napoli da madre Maria Cristina Brando (1856-1906). Già novizia presso il monastero napoletano delle adoratrici perpetue del Santissimo Sacramento di San Giuseppe dei Ruffi, nel 1877 la religiosa venne costretta a lasciare il chiostro per problemi di salute: su consiglio di padre Ludovico da Casoria, nel 1878 la Brando diede vita a un nuovo istituto, con lo stesso carisma dell'ordine delle monache sacramentine ma dedito all'istruzione delle fanciulle.
Le vittime espiatrici ottennero dalla Santa Sede il riconoscimento ecclesiastico di istituzione di diritto pontificio con il decreto di lode del 7 luglio 1903: le loro costituzioni vennero approvate definitivamente il 23 marzo del 1911.
Il 1º novembre 2020 alla congregazione si è unita quella delle suore clarisse della Santissima Annunziata, ridotta ormai a due sole case.
La fondatrice è stata beatificata da papa Giovanni Paolo II nel 2003  e canonizzata da papa Francesco nel 2015.

## Attività e diffusione
In origine l'istituto era diviso in due rami, uno contemplativo (dedito all'adorazione perpetua del Santissimo Sacramento) e uno di vita attiva, poi riuniti: le suore si dedicano prevalentemente all'insegnamento catechistico e nelle scuole, ma anche all'organizzazione di ritiri spirituali e alla gestione di educandati e orfanotrofi.
Oltre che in Italia, le suore vittime espiatrici sono presenti in Brasile, Colombia, Filippine e Indonesia: la loro sede generalizia è a Casoria.
Al 31 dicembre 2005, la congregazione contava 251 religiose in 29 case.